# What I Really Want for Christmas
| Recensione      | Giudizio |
| --------------- | -------- |
| AllMusic        | [ 1 ]    |
| The Independent | [ 2 ]    |

What I Really Want for Christmas è il settimo album in studio da solista del cantautore Brian Wilson, pubblicato nel 2005. Contiene brani natalizi anche scritti dallo stesso Wilson.

## Tracce
1. The Man with All the Toys (Brian Wilson, Mike Love) – 2:59
2. What I Really Want for Christmas (Wilson, Bernie Taupin) – 3:50
3. God Rest Ye Merry Gentlemen – 3:27
4. O Holy Night – 4:28
5. We Wish You a Merry Christmas – 2:36
6. Hark the Herald Angels Sing – 3:34
7. It Came Upon a Midnight Clear – 3:08
8. The First Noel – 4:47
9. Christmasey (Wilson, Jimmy Webb) – 4:08
10. Little Saint Nick (Wilson, Love) – 2:11
11. Deck the Halls – 2:36
12. Auld Lang Syne – 1:29
13. On Christmas Day (Wilson) – 3:23
14. Joy to the World – 2:06
15. Silent Night – 0:49